# Heterodelphis
Heterodelphis je rod kitova čiji su članovi živjeli prije 11,608 − 7,246 milijuna godina.

## Vrste
- Heterodelphis croatica Gorjanović-Kramberger, 1892., pronađen samo u Hrvatskoj
- Heterodelphis klinderi Brandt, 1873., pronađen samo u Ukrajini
- Heterodelphis leiodontus Papp, 1905., pronađen samo u Austriji